# Валя-Дешулуй
Валя-Дешулуй (рум. Valea Deșului) — село у повіті Горж в Румунії. Входить до складу комуни Владімір.
Село розташоване на відстані 205 км на захід від Бухареста, 30 км на південний схід від Тиргу-Жіу, 62 км на північ від Крайови.

## Населення
За даними перепису населення 2002 року у селі проживали 514 осіб, усі — румуни. Усі жителі села рідною мовою назвали румунську.